# Гритбетч, Брюс
Сэр Брюс Гритбетч (англ. Bruce Greatbatch, 10 июня 1917, Уорик, Уорикшир, Великобритания — 1989) — британский государственный и колониальный деятель, губернатор Сейшельских островов (1969—1973).

## Биография
Окончил колледжи Малверн и Brasenose College в Оксфорде.
В 1940 г. начал профессиональную карьеру в колониальной администрации в Северной Нигерии. Во время Второй мировой войны служил в составе Королевских западноафриканских пограничных войск (Royal West African Frontier Force).
В 1945 г. возобновил службу в Северной Нигерии.
- 1956—1958 — уполномоченный, руководитель исполнительного совета в Кано (Нигерия),
- 1959—1964 гг. — второй премьер Северной Нигерии и руководитель региональной гражданской службы,
- 1964—1969 гг. — заместитель Верховного комиссара Кении,
- 1969—1973 гг. — губернатор Сейшельских островов. Во время его губернаторства стали заметными как позитивные перемены в экономике, так и рост политической активности населения. При нем была запущена плотина на реке Рочон (Rochon Dam). В 1972 г. совместно с королевой Елизаветой II участвовал в церемонии открытия нового аэропорта.  В эти годы был построен ряд современных отелей, в частности, «Reef Hotel» at Anse AuxPins.
- В 1974—1978 гг. — глава британского Департамента по развитию территорий в Карибском бассейне, а с 1979 г. — консультант Департамента.